# Megaphasma
Megaphasma is een geslacht van Phasmatodea uit de familie Diapheromeridae. De wetenschappelijke naam van dit geslacht is voor het eerst geldig gepubliceerd in 1903 door Caudell.

## Soorten
Het geslacht Megaphasma omvat de volgende soorten:
- Megaphasma denticrus (Stål, 1875)
- Megaphasma furcatum (Brunner von Wattenwyl, 1907)